# Microgephyra chrysothorax
Microgephyra chrysothorax är en tvåvingeart som beskrevs av Hauser 2005. Microgephyra chrysothorax ingår i släktet Microgephyra och familjen stilettflugor.
Artens utbredningsområde är Madagaskar. Inga underarter finns listade i Catalogue of Life.